# The Plumber
The Plumber is een Australische thriller uit 1979 onder regie van Peter Weir.

## Verhaal
Robert en Judy zijn een koppel academici. Op een dag staat de loodgieter Max op de stoep. Hij beweert dat hij de leidingen in de badkamer moet vervangen. Langzaamaan maakt hij een steeds grotere puinhoop. Hij begint zich bovendien almaar vreemder te gedragen.

## Rolverdeling
| Acteur           | Personage              |
| ---------------- | ---------------------- |
| Judy Morris      | Jill Cowper            |
| Ivar Kants       | Max                    |
| Robert Coleby    | Brian Cowper           |
| Candy Raymond    | Meg                    |
| Henri Szeps      | David Medavoy          |
| Yomi Abioudan    | Dr. Matu               |
| Beverley Roberts | Dr. Japari             |
| Bruce Rosen      | Dr. Don Felder         |
| Daphne Grey      | Vrouw van de conciërge |
| Meme Thorne      | Anna                   |
| David Burchell   | Professor Cato         |
| Paul Sonkkila    | Reg                    |
| Pam Sanders      | Ananas                 |
| Rick Hart        | Rechercheur            |
| Giovanni Giglio  | Italiaanse zanger      |